# Zdeněk Bakala
Zdeněk Bakala (ur. 7 lutego 1961 w Opawie) – czeski przedsiębiorca i filantrop. Według magazynu Forbes zajmuje dziesiąte miejsce na liście najbogatszych Czechów z majątkiem wycenianym na 18 miliardów koron.

## Życiorys
Urodził się w Opawie, jednak dorastał w położonym na Morawach Brnie. W młodości zdobył wykształcenie w zawodzie krawca. W wieku 19 lat wyemigrował do Stanów Zjednoczonych, gdzie studiował ekonomię na prestiżowym Uniwersytecie Kalifornijskim w Berkeley. W 1989 roku uzyskał także tytuł MBA Amos Tuck School of Business Administration, przyznany przez Dartmouth College.
Po zdobyciu wykształcenia rozpoczął karierę zawodową jako finansista. W latach 1989–1990 zatrudniony był w Dziale Finansów Korporacyjnych banku Drexel Burnham Lambert w Nowym Jorku. Następnie w latach 1990–1994 pracował jako szef czechosłowackiego oddziału grupy Credit Suisse First Boston i był odpowiedzialny za założenie w 1991 roku biura tej instytucji w Pradze. W 1994 roku zdecydował się na założenie pierwszego banku inwestycyjnego w Czechach — Patria Finance, ostatecznie sprzedanego w 2001 roku belgijskiemu KBC Bank. W 2004 roku został jednym z założycieli spółki Bakala Crossroads. W tym samym roku przejął także spółkę Karbon Invest, kontrolującą kilka czeskich kopalni węgla kamiennego, zlokalizowanych w okolicach Ostrawy. W 2008 roku wykupił większościowe udziały w czołowym czeskim wydawnictwie Economia i został jego prezesem. W latach 2005–2010 był członkiem Rady Nadzorczej praskiej Giełdy Papierów Wartościowych. W 2010 roku poślubił w tajemnicy Michaelę Maláčovą, byłą czeską modelkę oraz Miss Czechosłowacji 1991. W tym samym roku został właścicielem belgijskiej drużyny kolarskiej Omega Pharma Quickstep.
Poza działalnością biznesową, Zdeněk Bakala znany jest również ze swojej działalności filantropijnej. W lipcu 2007 roku w celu realizowania działalności dobroczynnej utworzył Zdenek Bakala Foundation, przekształcone w 2014 roku, w wyniku zaangażowania w działalność fundacji także Michaeli Bakala na Bakala Foundation. Najważniejszą częścią działalności fundacji jest program SCHOLARSHIP, założony w 2010 roku. Celem programu jest wsparcie finansowe utalentowanych czeskich uczniów oraz umożliwienie im podjęcia studiów na prestiżowych zagranicznych uczelniach. Bakala na działalność swojej fundacji przeznacza rocznie ponad 10 milionów koron.

## Kontrowersje
Bakala zaangażowany był w proces prywatyzacyjny spółki OKD, którą ostatecznie przejął w 2004 roku. W 2016 roku czeski parlament powołał komisję śledczą która podjęła się zbadania podejrzeń dotyczących możliwych nadużyć do jakich miało dojść w trakcie tej transakcji.